# 貴博
貴博（日语： Takahiro），本名今泉貴博，是日本遊戲開發者、動畫編劇、漫畫原作者。

## 經歷
貴博生於東京都澀谷區，中學時搬到神奈川縣。自學生時期就熱衷於電玩，畢業後進入Interheart就職，擔任程式設計師。之後由於公司突然需要編寫企劃方面的人才，他在表示自己小學時寫的作文常被稱讚後，被公司派去撰寫腳本。該企劃是在日後受到歡迎的《跟大姊姊一起做吧！》。2006年時，他辭職並創立品牌Minato Soft。
貴博被認為是姊系作品領域的開拓者之一，他在構思作品時會廣泛地閱讀作品並試圖從中取得靈感。

## 作品

### 電子遊戲
- 少女人形 〜愛と飼育の日々〜
- 悪戯4 〜俺達の戦闘車輌〜
- 跟大姊姊一起做吧！
- 跟大姊姊一起做吧！2
- 嬌蠻之吻
- 妳是主人我是僕
- 認真和我談戀愛！
- 認真和我談戀愛！S
- 辻堂的純愛之路（辻堂さんの純愛ロード）
- 認真和我談戀愛！A
- 辻堂さんのバージンロード
- 黑金回姬譚 －閃夜一夜－
- 姉小路直子と銀色の死神
- 少女們向荒野進發
- みなとカーニバルFD
- 和香様の座する世界
- CLEARWORLD，東映動畫與Plus81合作的視覺小說遊戲，預計2020年9月25日推出。[3]

### 漫畫原作
- 斬！赤紅之瞳
- 斬！赤紅之瞳零
- 日輪征服！（ヒノワが征く!）
- 魔都精兵的奴隸
- 獄卒克拉肯

### 小説
- 鷲尾須美是勇者（作者）
- 乃木若葉是勇者（企劃原案、系列構成）
- 楠芽吹是勇者（企劃原案、系列構成）
- 勇者史外典（企劃原案、監修）

### 動畫
- 嬌蠻之吻 Cool×Sweet（構成協力）
- 妳是主人我是僕（系列構成、腳本）
- 15美少女漂流記（角色原案、世界觀原案）
- 佛朗明哥武士（第6話、8話、12話、15話、17話、19話、20話腳本）
- 斬！赤紅之瞳（原作、劇本監修）
- 結城友奈是勇者（執行製作、企劃原案、腳本：《結城友奈之章》2話、5話、7話、8話、10話、《鷲尾須美之章》2話、3話、4話、《勇者之章》2話、4話、5話）
- 月影特工（角色原案、系列構成[4]、第1話、2話、3話、5話、9話、10話、11話、12話腳本）
- 輕鬆百合（網路動畫腳本[5]）
- 世界大明星（故事原案[6]）